# Musculus obliquus auricularis
A musculus obliquus auricularis egy apró izom.

## Eredés, tapadás, elhelyezkedés
A fülkagyló (concha auricularis) hátsó részén található és az antihelixen tapad. Harántirányban fut.

## Funkció
A fülkagyló apró mozgatása.

## Beidegzés, vérellátás
A nervus facialis nervus auricularis posterior nevű ága idegzi be. A fülizmokat az arteria occipitalis ramus auricularis arteriae occipitalis nevű ága, az arteria auricularis posterior és ennek egy apró ága, az ramus auricularis arteriae auricularis posterioris, valamint az arteria temporalis superficialis ramus auriculares anteriores arteriae temporalis superficialis nevű ága látja el vérrel.